# Metaleptobasis bovilla
Metaleptobasis bovilla är en trollsländeart som beskrevs av Philip Powell Calvert 1907. Metaleptobasis bovilla ingår i släktet Metaleptobasis och familjen dammflicksländor. Inga underarter finns listade i Catalogue of Life.